# W czas zmartwychwstania

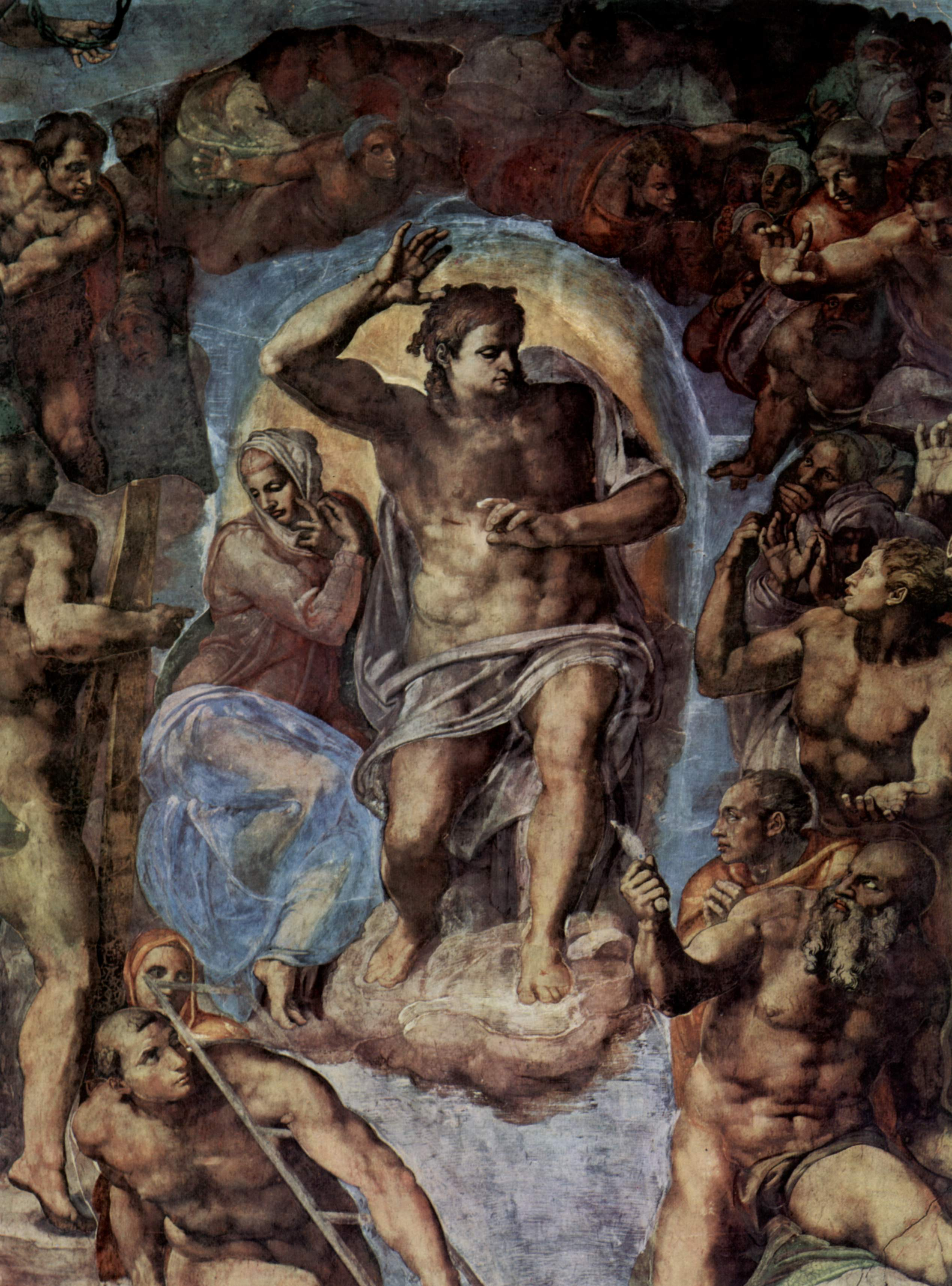
Michał Anioł Buonarroti, Sąd ostateczny (fragment)

W czas zmartwychwstania – wiersz Bolesława Leśmiana. Utwór pochodzi z tomiku Napój cienisty, wydanego w 1936, i zalicza się do cyklu Spojrzystość. Utwór opowiada o tym, że podczas sądu ostatecznego znajdą się takie ciała, które nie będą chciały zmartwychwstać. Utwór jest ironiczny, ale i patetyczny. Utwór jest napisany jambicznym czterostopowcem, na przemian ośmiozgłoskowym i dziewięciozgłoskowym, ułożonym w zwrotki czterowersowe, rymowane abab. 
Jest takie próchno, co już dość

Zaznało zgrozy w swem konaniu!

Jest taka dumna w ziemi kość,

Co się sprzeciwi — zmartwychwstaniu!